# Gitterbro
Gitterbro er en bro hvor gitterkonstruktionen bærer brobanen, som kan være udformet til transport fodgængere, cyklister, motorkøretøjer og jernbanetrafik.
En gitterbro er normalt opbygget som et gitterkonstruktion i stål men træ som materiale kan forekomme.
Stålgitteret til broen er sammensat af forskellige former for stålbjælker- og dragere, eksempelvis af typen vinkeljern, I-jern, U-jern, T-jern, bulbjern og rør.
Det er usikkert hvornår denne konstruktionsform så dagens lys, formodentlig blev der i 1840'erne bygget en bro af denne konstruktion i Rusland, medens en tysk konstruktør ved navn Karl Culmann måske var den første der anvendte statik  til beregning af en gitterbro i 1866.

## Typer
Tre hovedtyper af gitterbroer:
- Gitterkonstruktionen ligger under brobanen
- Gitterkonstruktionen ligger over brobanen
- Brobanen ligger midt i gitterkonstruktionen

## Gitterkonstruktioner, udvalgte
Konstruktionerne er ofte navngivet efter konstruktøren.
- Allan gitter
- Baileybro
- Baltimore gitter
- Bollman gitter
- Bowsprig bue gitter
- Brown gitter
- Brunel gitter
- Burr bue gitter
- Fink gitter
- Howe gitter
- K gitter
- Kingpost gitter
- Lattice gitter
- Parker gitter
- Pegram gitter
- Petit gitter
- Pratt gitter
- Queenpost gitter
- Wadell gitter
- Warren gitter
- Whipple Pratt gitter
- Vierendeel gitter